# Klas Lestander
Klas Ivar Vilhelm Lestander (Arjeplog, 18 aprile 1931 – Arjeplog, 13 gennaio 2023) è stato un biatleta svedese.

## Palmarès

### Olimpiadi invernali
- Oro a Squaw Valley 1960 nei 20 km individuale.

### Mondiali
- Bronzo a Umeå 1961 nella gara a squadre (non ufficiale).